# Einfahrsignal

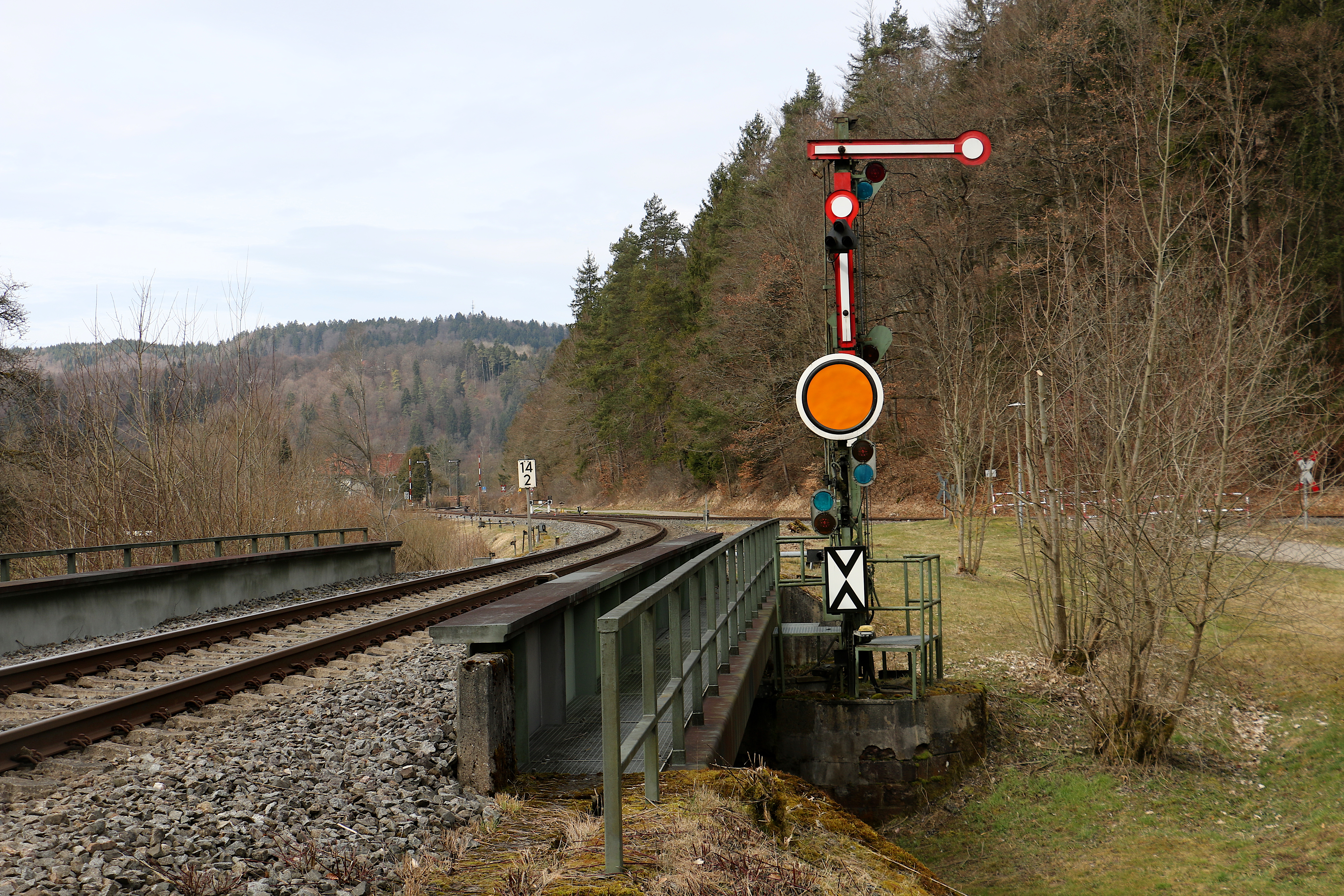
Formeinfahrsignal des Bahnhofs Fridingen mit Ausfahrvorsignal

Das Einfahrsignal (Abkürzung Esig, früher Einfsig), oft fälschlich Einfahrtsignal oder Einfahrtssignal, ist ein Eisenbahnsignal. Es gehört zu den Hauptsignalen und kennzeichnet die Grenze zwischen Bahnhof und freier Strecke („Bahnhofsgrenze“). Ist es nicht vorhanden, liegt in Deutschland die Bahnhofsgrenze an dem Signal Ne 1 – Trapeztafel, sonst an der ersten Weiche, die von der freien Strecke aus befahren wird („Einfahrweiche“). 
Mit der Fahrtstellung des Einfahrsignals gibt der Fahrdienstleiter seine Zustimmung zur Einfahrt eines Zuges in den Bahnhof. Auch eine ETCS-Halttafel (Signal Ne 14) kann als Einfahrsignal dienen.
Es steht in einem genau definierten Abstand vor dem ersten Gefahrpunkt, dem der einfahrende Zug ausgesetzt ist, falls er einmal nicht vor dem haltzeigenden Einfahrsignal zum Halten kommen sollte. Dieser Abstand wird Gefahrpunktabstand genannt und ist auf die vor dem Signal zulässige Geschwindigkeit ausgelegt. Er wird im Gegensatz zum Durchrutschweg hinter Zwischen- und Ausfahrsignalen immer freigehalten.
Die Bahnhofsgrenze bzw. der Gefahrpunkt ist sowohl für den einfahrenden Zug als auch für das Rangieren innerhalb des Bahnhofs relevant. Befindet sich der Gefahrpunkt vor der Einfahrweiche, kann dieser mit dem Signal Ra 10 – Rangierhalttafel mit der Bedeutung „Halt für Rangierfahrten“ gekennzeichnet sein. Beim Rangieren in Richtung auf das Einfahrsignal darf die Einfahrweiche bzw. die Rangierhalttafel nur zeitlich begrenzt mit schriftlichem Befehl als Erlaubnis des Fahrdienstleiters überfahren werden. In diesem Fall darf während des Rangierens kein Zug in den Blockabschnitt vor dem Einfahrsignal eingelassen werden.
In Deutschland müssen auf Hauptbahnen die Einfahrten in Bahnhöfe immer mit Einfahrsignalen gesichert sein; allerdings kann auf Nebenbahnen, bei denen die Einfahrgeschwindigkeit 50 km/h nicht überschreitet, auf sie verzichtet werden.

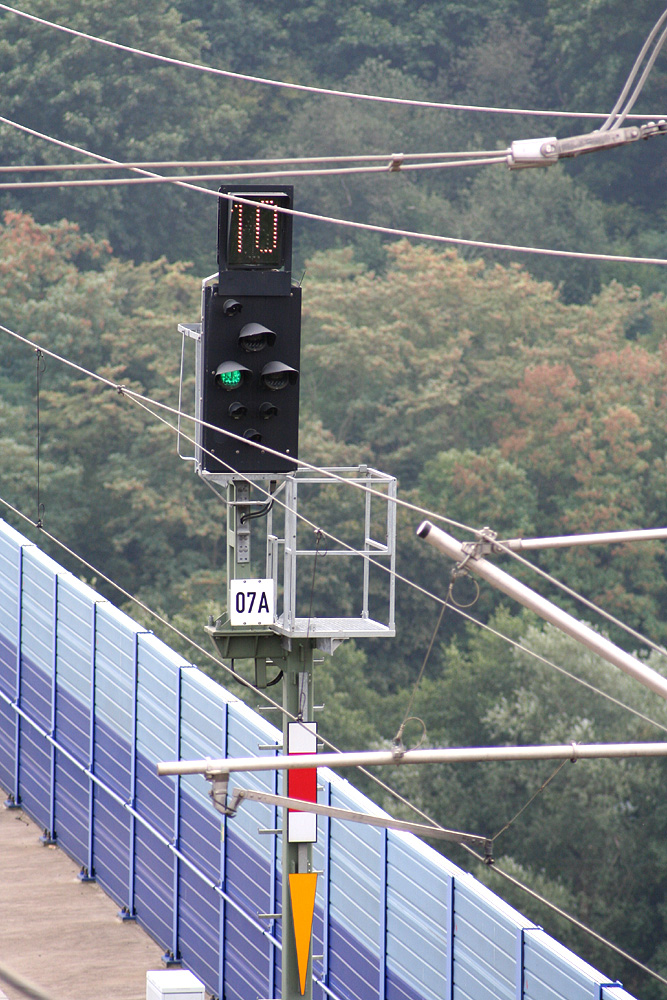
Ks-Signal als Einfahrsignal des Bahnhofs Limburg Süd. Signalbegriff: Fahrt mit 100 km/h (Ks 1 mit Zs 3) und Fahrt erwarten, da durch das gelbe Mastschild als Hauptsignal mit Vorsignalfunktion gekennzeichnet.
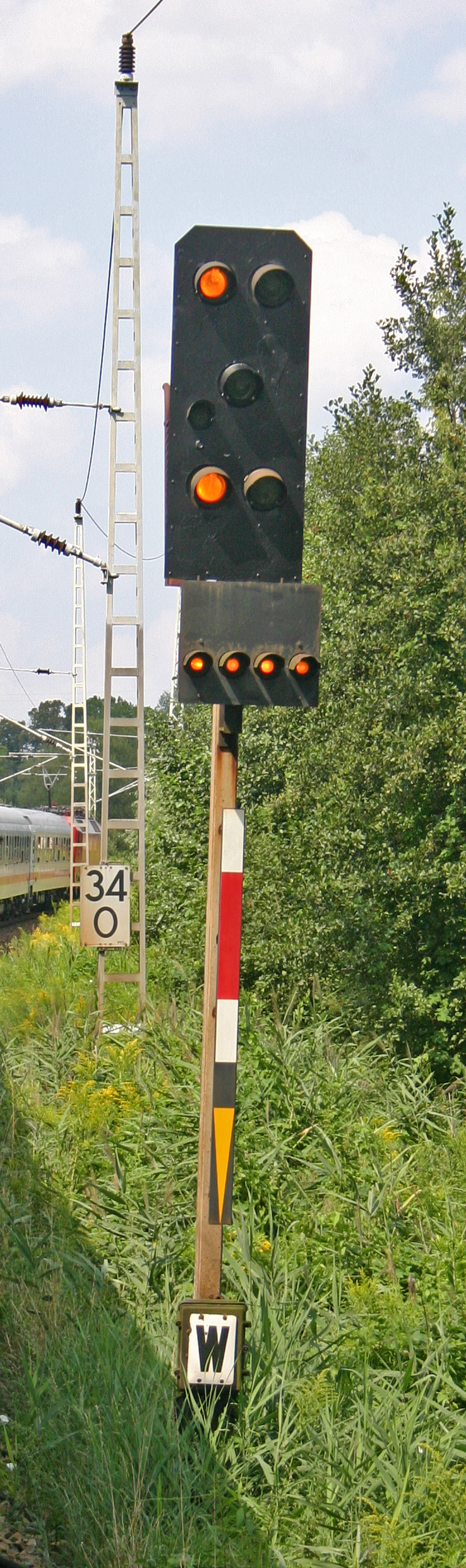
Hl-Signal als Einfahrsignal des Bahnhofs Zossen, Signalbegriff Hl 12b: Geschwindigkeit 60 km/h ermäßigen, Halt erwarten
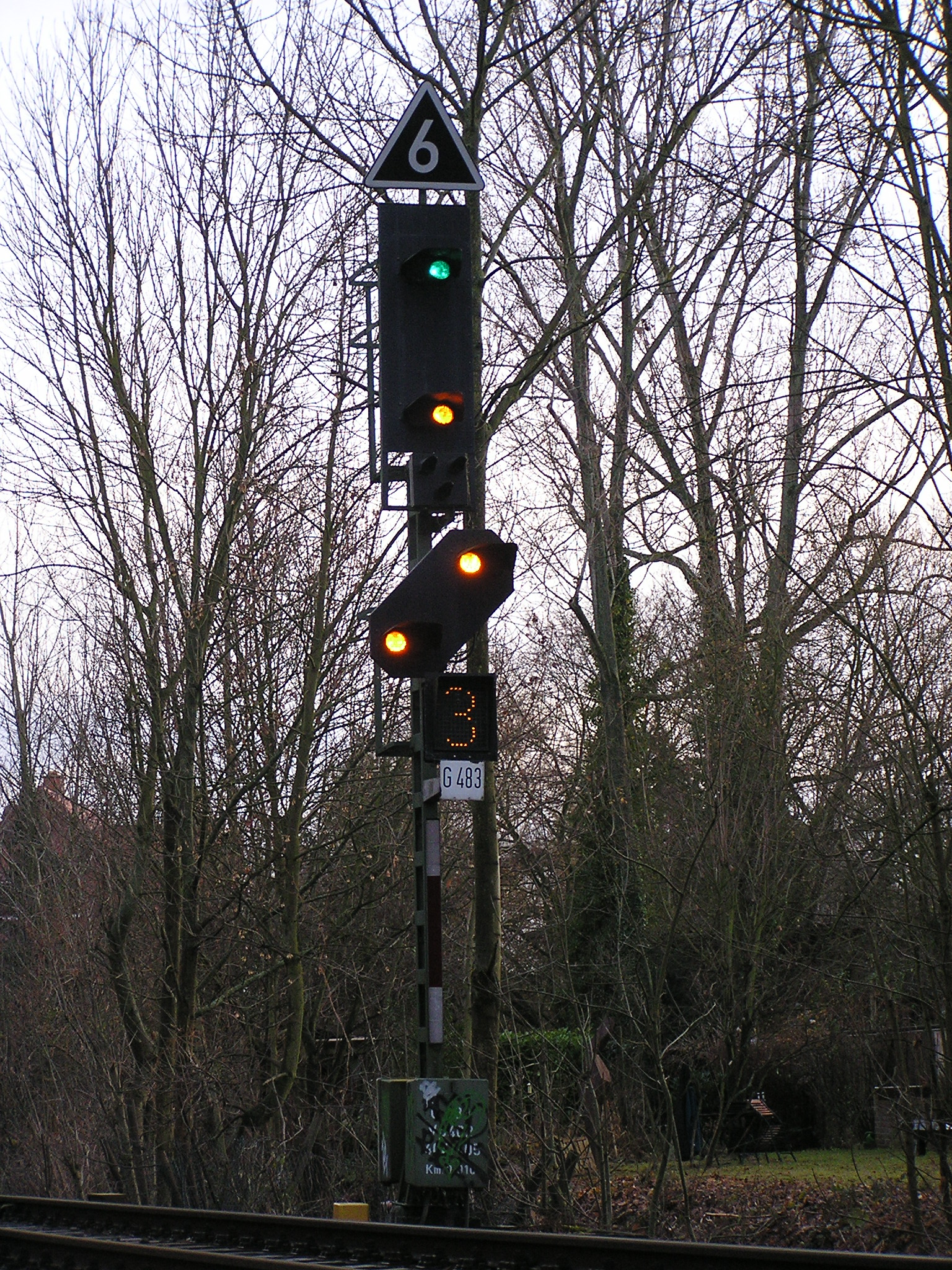
H/V-Einfahrsignal des Bahnhofs Friedrichsdorf. Signalbegriff: Langsamfahrt mit 60 km/h sowie  Halt erwarten und Fahrt mit 30 km/h erwarten (Hp 2 mit Zs 3 und Vr 0 mit Zs 3v)
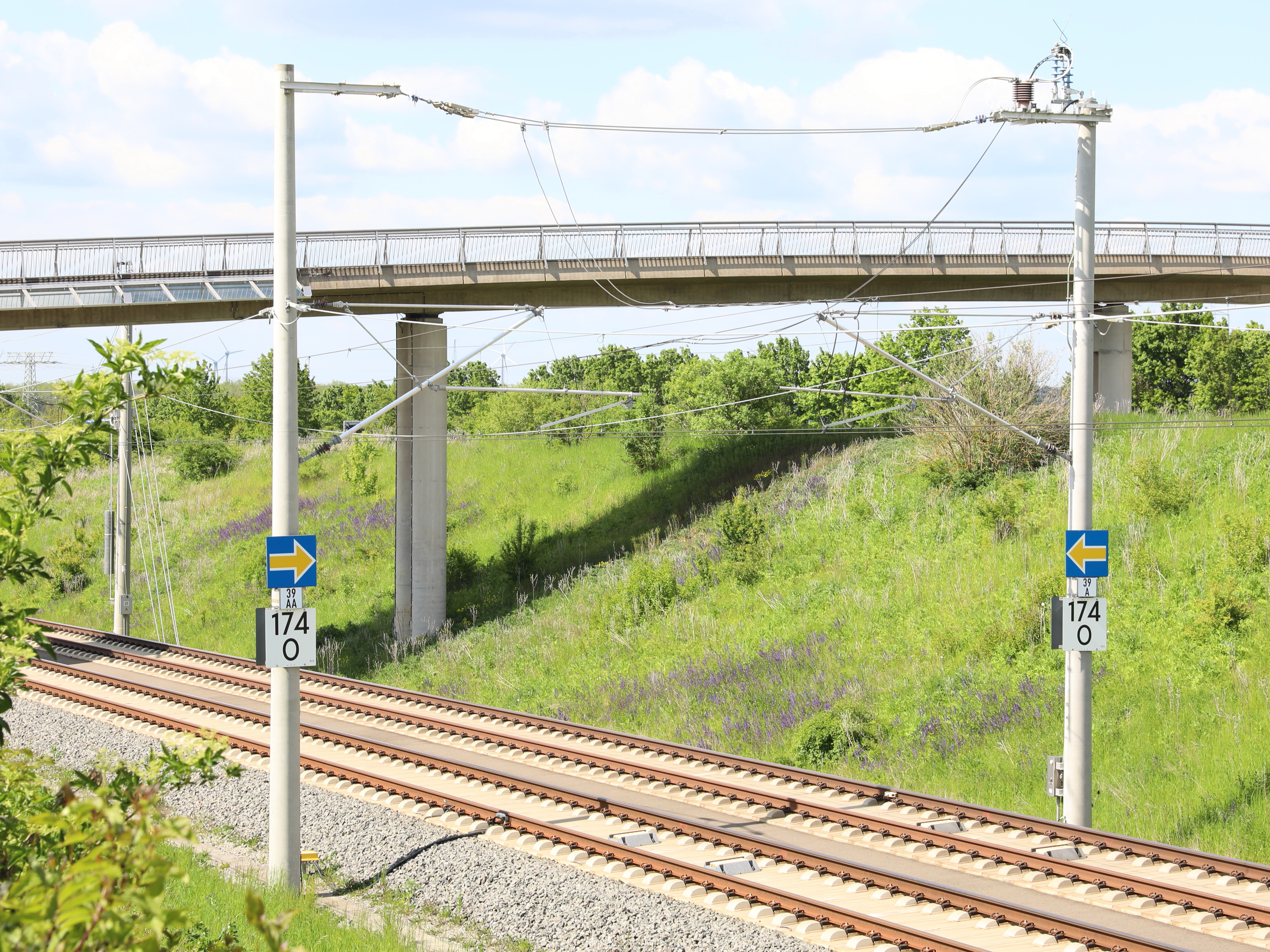
ETCS-Halttafeln als Einfahrsignale eines mit ETCS Level 2 ohne Signale ausgerüsteten Überholbahnhofs